# Лебедєв Сергій Олексійович

С. О. Лебедєв у 1950-х

Сергі́й Олексі́йович Ле́бедєв  (нар. 2 листопада 1902, Нижній Новгород — пом. 3 липня 1974, Москва) — радянський вчений, академік, творець першого в континентальній Європі електронного комп'ютера.

## Життєпис
Навчався в Московському вищому технічному училищі. Впродовж 10 років керував відділом автоматики у Всесоюзному електротехнічному інституті.
Академік АН УРСР з 1945 року. Керував (з 1947 року) розробкою у Києві (у передмісті Феофанія) в напівзруйнованій церкві першої в СРСР і у континентальній Європі лампової обчислювальної машини МЕОМ (малої електронної обчислювальної машини, рос. — МЭСМ) у 1950 році. З 1952 року, вже в Інституті точної механіки і обчислювальної техніки АН СРСР (Москва), керував створенням ЕОМ «БЕСМ — 1». На її базі пізніше, під його ж керівництвом, були створені такі радянські ЕОМ, як М-20 тощо.
Доповідь С. Лєбєдєва 1956 року в Дармштадті про успіхи київських вчених виявила, що українські ЕОМ відповідають рівневі американських і є найшвидкодіючими в Європі.[джерело?]
В 1958 році як головний конструктор брав участь в розробці ЕОМ М-20 (разом з М. К. Сулимом та М. Р. Шура-Бура), розроблені рішення в подальшому були втілені в декількох серіях напівпровідникових вітчизняних ЕОМ.
1960 року в Києві, під керівництвом В. Глушкова, сконструйовано напівпровідникову ЕОМ «Дніпро».
Створені на основі київських ЕОМ обчислювальні машини забезпечили досягнення паритету між США та СРСР у період ядерного протистояння.[джерело?]
Учень С. Лєбєдєва В. Бурцев створив ЕОМ «Діана-1» та «Діана-2», що забезпечили автоматичне стеження за цілями. Київські ЕОМ були використані для створення першої системи протиракетної оборони СРСР (генеральний конструктор Г. В. Кисунько).
Донька Наталія (нар. 1939) — радянський і російський історик, видний дослідник Катиньського розстрілу.

## Основний доробок
Під керівництвом Лебедєва в Україні був створений перший на континенті Європи електронний комп'ютер — Мала електронна лічильна машина («МЭСМ»). Наукова школа Лебедєва, що стала головною в колишньому СРСР, за своїми результатами успішно конкурувала з американською фірмою «IBM». Під керівництвом академіка були створені і передані для серійного випуску 15 типів високопродуктивних, найскладніших ЕОМ, кожна — продуктивніша, надійніша і зручніша в експлуатації за попередню.

Пам'ятник Лебедєву С. О. на території Київського політехнічного інституту

Меморіальна дошка на будівлі Інституту електродинаміки НАН України

В короткому листі, направленому до Ради з координації Академії наук СРСР, С. О. Лебедєв написав: «Цифровими обчислювальними машинами почав займатися наприкінці 1948 року. Самостійно в 1948—1949 роках розробив основні принципи побудови таких машин. Враховуючи їх виняткове значення для нашого народного господарства, а також відсутність в Союзі будь-якого досвіду їх побудови і експлуатації, я вирішив якомога швидше створити малу електронну лічильну машину МЭСМ, за допомогою якої можна було б досліджувати основні принципи побудови, перевірити методику розв'язання окремих задач і накопичити експлуатаційний досвід. У зв'язку з цим було намічено створити діючий макет машини з подальшим його перетворенням в малу електронну лічильну машину. Щоб не затримувати розробку, були вимушені виконати запам'ятовуючий пристрій на тригерних комірках, що зменшило його об'єм. Розробка основних елементів була проведена в 1948 р. До кінця 1949 р. були розроблені загальне компонування машини та принципові схеми її блоків. У першій половині 1950 р. були виготовлені окремі блоки та було розпочато їх налагодження у взаємодії, до кінця 1950 р. налагодження створеного макету було закінчено. Діючий макет успішно демонструвався комісії».

## Нагороди і премії
- Герой Соціалістичної Праці (1956);
- Сталінська премія третього ступеню (1950) — за розробку і впровадження приладу компаундування генераторів електростанцій для підвищення стійкості енергосистем і покращення роботи електроустановок;
- Ленінська премія (1966) — за створення системи «А» (протиракетної оборони);
- Державна премія СРСР (1969) — за розробку і впровадження в народне господарство високопродуктивної універсальної ЕОМ ВЕОМ-6;
- чотири ордена Леніна (1954, 1956, 1962 1972);
- орден Жовтневої революції (1971);
- 2 ордена Трудового Червоного Прапора (1947, 1957);
- медалі.

## Вшанування пам'яті

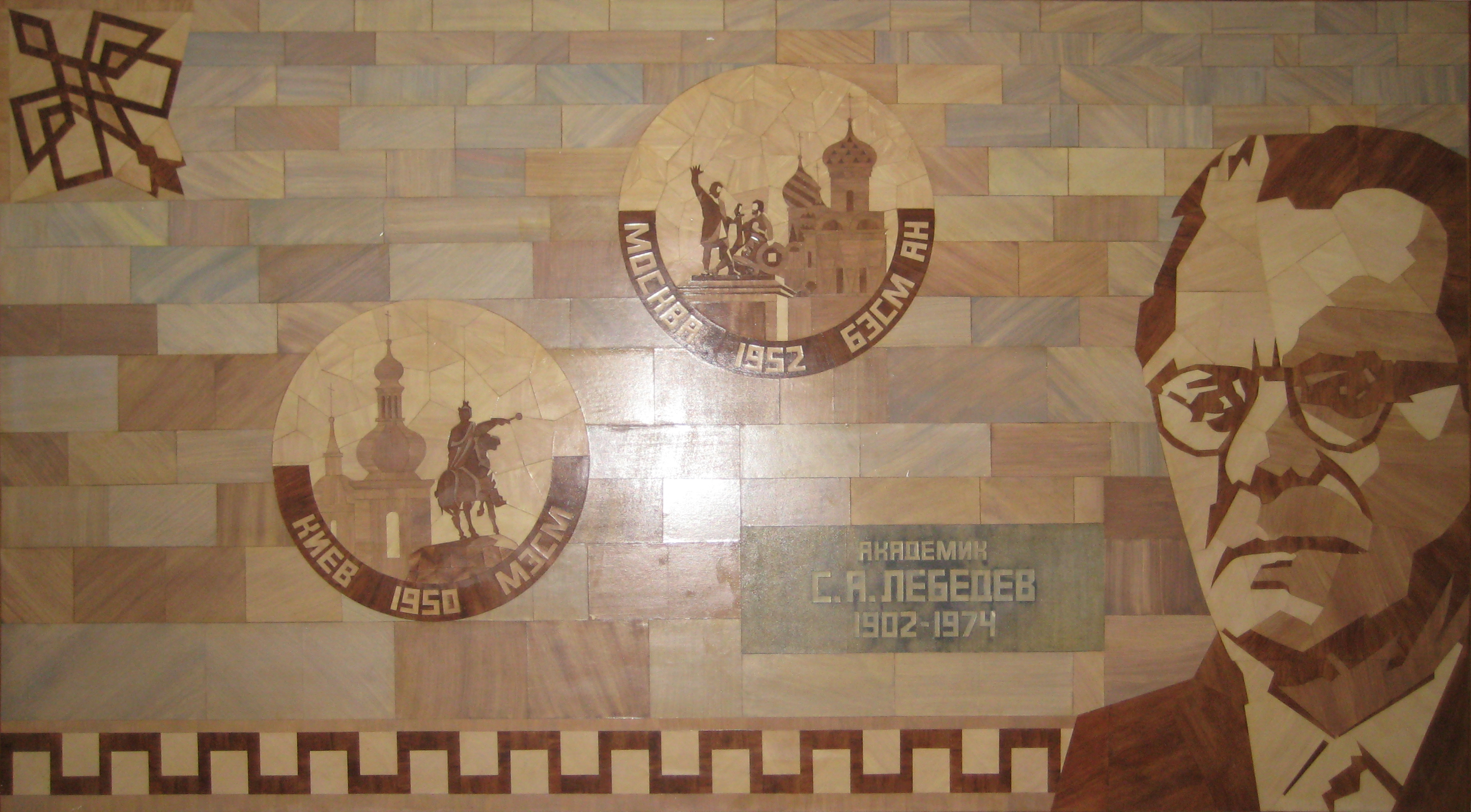
Фреска в ІТМіОТ

На будівлі Інституту електродинаміки НАН України (колишній Інститут електротехніки АН УРСР), в корпусі якої з 1946 по 1951 рік працював Лебедєв, встановлено меморіальну дошку.
На території Київського політехнічного інституту встановлено пам'ятник вченому.
Його ім'ям названо вулицю в Києві (вулиця Академіка Лебедєва у Голосіївському районі, Феофанія).
З 1977 року НАН України присуджує Премію імені С. О. Лебедева «за видатні досягнення в галузі обчислювальної техніки, приладобудування й створення засобів і систем автоматизації та управління».
З 1993 року Російська академія наук присуджує Премію ім. С. О. Лебедєва «за видатні роботи в галузі розробок обчислювальних систем».